# Tlanana
Tlanana är en ort i Mexiko.   Den ligger i kommunen Ixtacamaxtitlán och delstaten Puebla, i den sydöstra delen av landet, 120 km öster om huvudstaden Mexico City. Tlanana ligger 3 033 meter över havet och antalet invånare är 105.
Terrängen runt Tlanana är kuperad. Runt Tlanana är det ganska tätbefolkat, med 56 invånare per kvadratkilometer. Närmaste större samhälle är Chignahuapan, 17,3 km norr om Tlanana. I omgivningarna runt Tlanana växer huvudsakligen savannskog.